# سباحة إيقاعية في أولمبياد 2004
في رياضة السباحة الإيقاعية في الألعاب الأولمبية الصيفية الثامنة والعشرون تنافست 104 متسابقة من 24 دولة على ميداليتين ذهبيتين، ذهبية الزوجي وذهبية الفرق. كانت مصر الدولة العربية الوحيدة التي شاركت في هذه المسابقة ومثلت مصرالسباحتان هبة عبد الجواد وداليا علام وحلتا بالترتيب الـ21، وشاركت مصر في هذه المسابقة على مستوى التحكيم أيضا حيث كانت ليلى لطفي من ضمن هيئة التحكيم.
| الترتيب | الدولة           | الميداليات | المجموع |
| 1       | روسيا            | 2 ذهبية    | 2       |
| 2       | اليابان          | 2 فضية     | 2       |
| 3       | الولايات المتحدة | 2 برونزية  | 2       |

## مصدر
نسخة محفوظة 11 مارس 2007 على موقع واي باك مشين.